# 이속빈

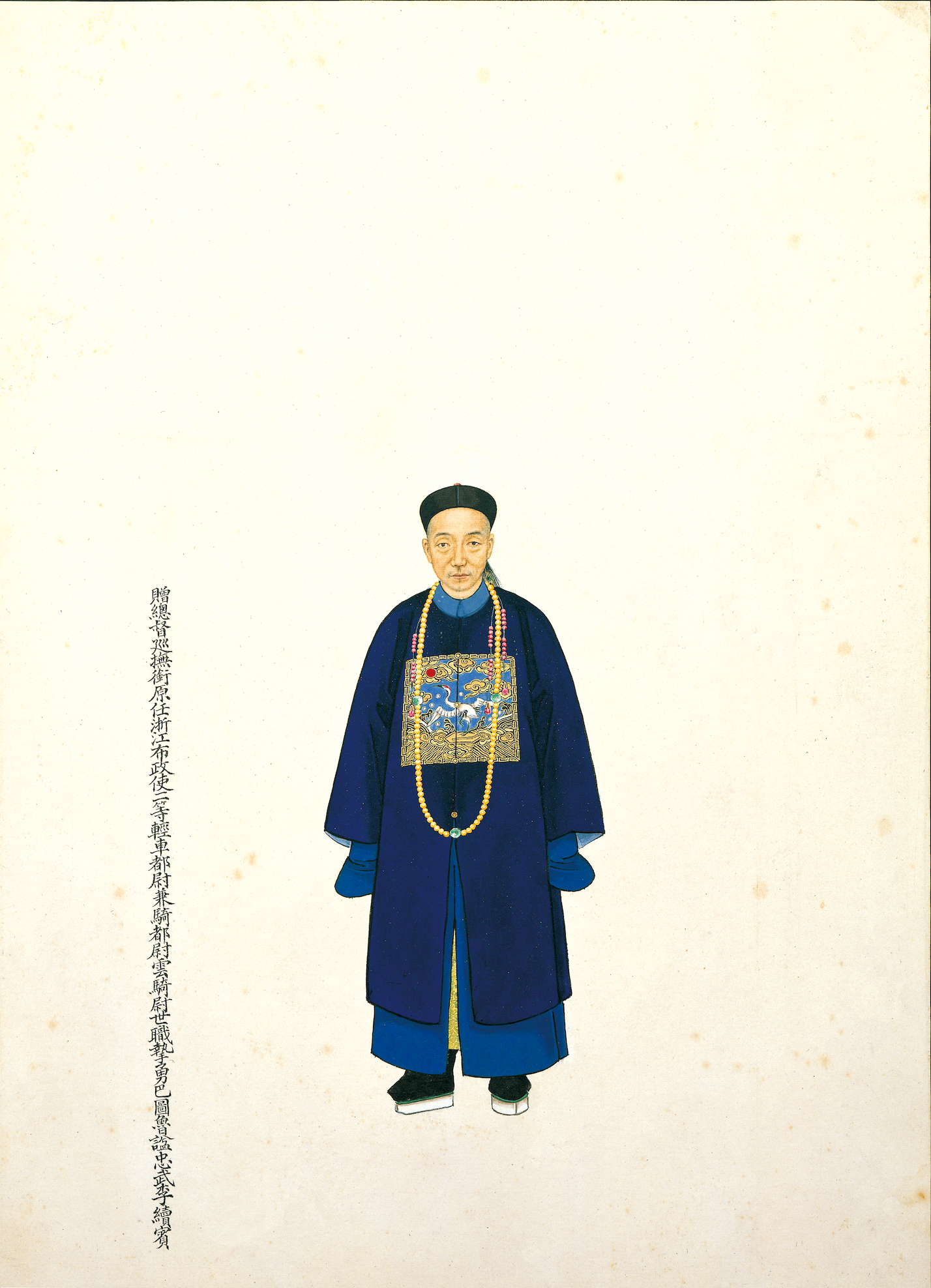

이속빈(李續賓, Li Xubin, 1817년 - 1858년 11월 15일)은 청나라 말기의 관리로 자는 적암(迪巖) 또는 극혜(克恵)이다. 태평천국의 난에서 상군의 지휘관을 역임했다. 증극화와 태평청국에 싸우다 포위되어 42세의 나이로 사망하였다.

## 생애
후난성 상향현(현재의 롄위안시 하당진(荷塘鎭) 고루촌 古樓村)의 작은 지주의 가정에서 태어났다. 동생으로는 이속의(李續宜)가 있다. 1852년 스승인 나척남(羅沢南)을 따라 이후 상군으로 발전하는 호남성의 향용에 가입하고 강서성을 전전했다. 1854년, 태평천국의 서정군이 창사에 육박하자 상택, 악주에서 태평천국군을 격파하고, 지현(知縣)으로 발탁되었다. 또한 무창 탈환에 성공하여 지주(知州)로 승진했다.
그 후, 또 다시 강서성 태평천국군과 싸웠지만, 태평천국군이 다시 무창을 탈환했다. 1856년 12월 상군을 이끌고 태평천국군으로부터 무창을 함락시킨 후, 물을 끼얹어 참호를 건설하는 전술로 태평천국군의 반격을 막았다. 그 공으로 이듬해 절강 포정사에 임명되었다.
1858년, 장강을 내려와 이속빈군은 구강을 포위했다. 안휘에 들어갔지만, 여주(현재 합비시)에 가까운 삼하진 전투에서 태평천국군에 패해 전사했다.

## 같이 보기
- 삼하 전투